# Трани
Трани (итал. Trani) је град у јужној Италији. Трани је трећи по величини град и једно од средишта округа Барлета-Андрија-Трани у оквиру италијанске покрајине Апулија.

## Природне одлике
Град Трани налази се у јужном делу Италије, на 45 км западно од Барија. Град се налази на јужној обали Јадранског мора, а у позадини се налази приобална равница.

## Географија
| Клима (Трани)              | Клима (Трани) | Клима (Трани) | Клима (Трани) | Клима (Трани) | Клима (Трани) | Клима (Трани) | Клима (Трани) | Клима (Трани) | Клима (Трани) | Клима (Трани) | Клима (Трани) | Клима (Трани) | Клима (Трани) |
| Показатељ \ Месец          | .Јан.         | .Феб.         | .Мар.         | .Апр.         | .Мај.         | .Јун.         | .Јул.         | .Авг.         | .Сеп.         | .Окт.         | .Нов.         | .Дец.         | .Год.         |
| -------------------------- | ------------- | ------------- | ------------- | ------------- | ------------- | ------------- | ------------- | ------------- | ------------- | ------------- | ------------- | ------------- | ------------- |
| Средњи максимум, °C (°F)   | 11,4 (52,5)   | 12,4 (54,3)   | 14,9 (58,8)   | 18,5 (65,3)   | 23,3 (73,9)   | 27,7 (81,9)   | 30,7 (87,3)   | 31,7 (89,1)   | 26,8 (80,2)   | 21,4 (70,5)   | 16,5 (61,7)   | 12,9 (55,2)   | 31,7 (89,1)   |
| Средњи минимум, °C (°F)    | 4,1 (39,4)    | 4,3 (39,7)    | 6,0 (42,8)    | 8,4 (47,1)    | 12,3 (54,1)   | 16,2 (61,2)   | 19,8 (67,6)   | 20,0 (68)     | 16,2 (61,2)   | 12,3 (54,1)   | 8,5 (47,3)    | 5,6 (42,1)    | 4,1 (39,4)    |
| Количина падавина, mm (in) | 52 (20,5)     | 58 (22,8)     | 46 (18,1)     | 43 (16,9)     | 39 (15,4)     | 30 (11,8)     | 22 (8,7)      | 26 (10,2)     | 49 (19,3)     | 61 (24)       | 62 (24,4)     | 60 (23,6)     | 548 (215,7)   |
| [ тражи се извор ]         |               |               |               |               |               |               |               |               |               |               |               |               |               |

## Становништво
Према резултатима пописа становништва 2011. у општини је живело 55.842 становника.
| 1931.  | 1936.  | 1951.  | 1961.  | 1971.  | 1981.  | 1991.  | 2001.  | 2011.  |
| ------ | ------ | ------ | ------ | ------ | ------ | ------ | ------ | ------ |
| 30.630 | 31.175 | 34.279 | 38.129 | 40.700 | 44.510 | 50.429 | 53.139 | 55.842 |

Трани данас има око 54.000 становника, махом Италијана. Последњих деценија број становника у граду расте.

## Партнерски градови
- Ceprano
- Дубровник
- Подгорица

## Галерија
- Градска катедрала
- Улица старог Транија
- Палата Торес
- Лука и палата Керкија